# Yukio Edano
Yukio Edano (枝野 幸男 Edano Yukio?, n. 31 de mayo de 1964) es un político japonés y miembro de la Cámara de Representantes de Japón. Fue Secretario General del Gabinete y Ministro de Economía, Comercio e Industria entre 2011 y 2012, durante el gobierno del Partido Democrático.
Su carrera como político comenzó en las elecciones generales de 1993, cuando se unió al Nuevo Partido de Japón de Morihiro Hosokawa y ganó un escaño en el quinto distrito de Saitama. Luego fue uno de los miembros fundadores del Partido Democrático en 1996. Mantuvo un rol como secretario general del nuevo Partido Democrático de Japón en marzo de 2016, que surgió de la fusión del PD con el Partido de la Innovación. En octubre de 2017, Edano se desliga del PD y junto con el ala liberal del partido fundó el Partido Democrático Constitucional de Japón y se convirtió en su presidente.